# Váradi Ottó
Váradi Ottó (Salgótarján, 1948. március 31. – Miskolc, 2000. június 20.) labdarúgó, hátvéd.

## Pályafutása
A Diósgyőri VTK csapatának labdarúgója volt.
1977-ben csapatkapitánya volt az első diósgyőri, magyar kupagyőztes csapatnak, amellyel jogot szerzett a Kupagyőztesek Európa-kupájában való indulásra. Az első fordulóban a török Beşiktaş volt az ellenfél, amely Isztambulban 2–0-s előnyt szerzett. A visszavágón a DVTK 5–0-ra győzött. A második fordulóban a jugoszláv Hajduk Split ellen csak tizenegyesekkel maradtak alul és estek ki. Váradi ez első, hazai meccsen egy gólt szerzett.
Az 1978–79-es bajnoki idényben 27 mérkőzésen szerepelt, három gólt szerzett és bronzérmet nyert a csapattal.

## Sikerei, díjai
- Magyar bajnokság
  - 3.: 1970–71, 1978–79
- Magyar kupa
  - győztes: 1977